# Nounet
Dans la mythologie égyptienne, Nounet est une entité cosmique, le double féminin de Noun. Ils forment ensemble l'infini liquide dans l'Ogdoade d'Hermopolis.
Le Noun, (chaos abyssal, le fluide primordial) est le lieu où git le germe de tous les êtres vivants et de toutes choses. Il n'est pas le néant mais le non-être, incréé, qui était présent avant le commencement du monde. Il est l'élément d'où sortit toute vie, le principe lumineux, divin formateur du monde. Le Noun est le lieu d'où sortit par lui-même le grand dieu Amon-Rê, esprit du monde.